# Sellericherhöhe

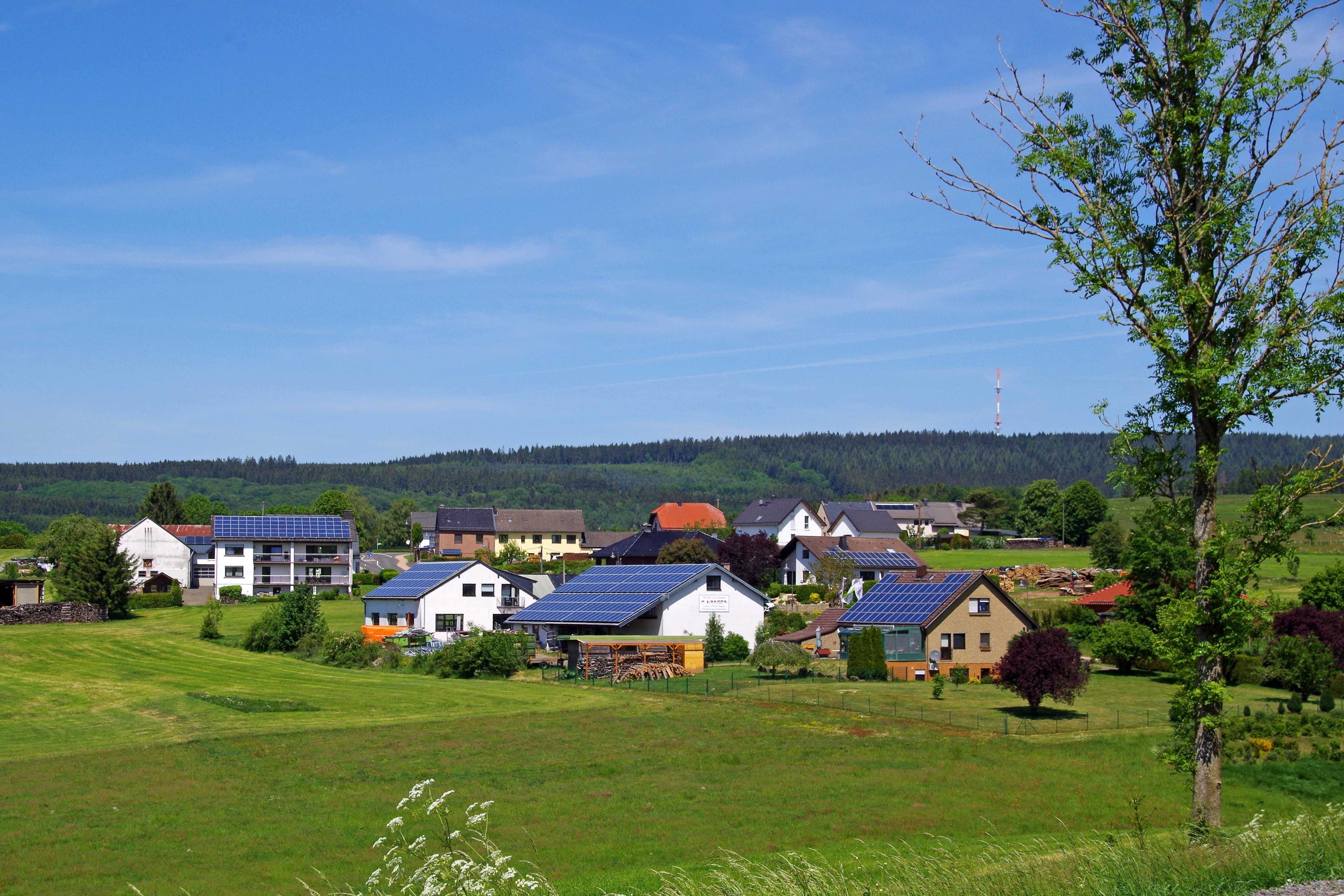
Sellericherhöhe

Sellericherhöhe ist ein Ortsteil der Ortsgemeinde Sellerich im Eifelkreis Bitburg-Prüm in Rheinland-Pfalz.

## Geographische Lage
Sellericherhöhe liegt im Tal des Mönbachs. Durch den Ort verläuft die L 17. Nachbarorte sind im Osten Obermehlen, im Südwesten Sellerich und im Westen Hontheim.

## Kultur und Sehenswürdigkeiten
Im Ortsteil Sellericherhöhe gibt es ein Wegekreuz sowie einen ehemaligen Steinbruch aus der Zeit um 1893.